# Walter Liath de Burgh
Señor Walter Liath de Burgh, Anglo-irlandés magnate, muerto en febrero de 1332.
De Burgh era el hijo mayor de Sir William Liath de Burgh y Finola Ni Briain. Aparece por vez primera en 1326 cuándo él y el hijo del último Conde de Ulster, Sir Edmund de Burgh, fueron nombrados guardianes de la paz en Connacht, Tipperary y Limerick, y custodios de las tierras del conde.
De Burgh deseaba el señorío de Connacht para sí hasta que en 1330, su señor, el Conde de Ulster, se vio obligado a entrar en conflicto abierto con él, que era su primo. La guerra continuó hasta noviembre de 1331 cuando el Conde capturó a Walter y a sus dos hermanos, encarcelándoles en Northburgh Castillo, Donegal. Walter murió allí de inanición en febrero de 1332.
La hermana de Walter, Gylle de Burgh, planeó una venganza contra el conde. Persuadió a su marido, Richard de Mandeville, y a John de Logan, ambos seguidores del conde, para asesinar el último en Carrickfergus el 6 de junio de 1333. Esta muerte fue una catástrofe para la colonia Angloirlandesa, ya que al cabo de seis meses todo el Ulster al oeste del Bann estuvo perdido, mientras Connacht descendió al faccionalismo. Durante los siguientes doscientos años, esta zona quedaría fuera del dominio de Dublín.
Walter estuvo casado con una mujer llamada Margaret, y tuvo una hija conocido, Matilda. Margaret más tarde se casaría con Aedh O Conchobair, rey de Connacht y murió en 1361. Matilda se casó con William, hijo de Sir John Darcy.